# 8579 Hieizan
8579 Hieizan è un asteroide della fascia principale. Scoperto nel 1996, presenta un'orbita caratterizzata da un semiasse maggiore pari a 2,4802878 UA e da un'eccentricità di 0,1913702, inclinata di 1,93361° rispetto all'eclittica.
L'asteroide è dedicato al monte Hiei in Giappone sulla cui sommità è stato edificato il tempio Enryaku-ji.